# Забелышин
Забелы́шин (бел. Забялышын) — агрогородок в Хотимском районе Могилёвской области Белоруссии. Административный центр Забелышинского сельсовета. Население — 824 человека (2016).

## География
Расположен в 18 км от Хотимска.
Ближайшие населённые пункты: Александровичи, Буда, Дружба, Ельня, Канавка, Кленовка, Михайловка, Мосин, Новая Жизнь, Павловка, Прудок, Роскошь, Селище, Таклевка, Чернявка.
Высота над уровнем моря составляет 186 м.

## История
В Забелышине были обнаружены археологические памятники ХІ — ХІІ ст. В обнаруженных курганных могильниках были найдены глиняные сосуды, кольца из серебряной проволоки, ножи, бронзовые браслеты, украшения из бисера и камней. Встречались и пустые курганы — кенатафы, без захоронений.

## Известные уроженцы, жители
В селе родился Брайцев, Якуб  — белорусский прозаик, драматург и поэт.

## Инфраструктура
- Забелышенская сельская участковая больница[7] (головная организация — учреждение здравоохранения «Хотимская центральная районная больница»[8])
- ГУО «Забелышинская средняя школа»
- КУП «С-з Забелышин»[9][10][11]
- Комплексный приемный пункт

## Достопримечательности
Утраченное наследие:
- Церковь Святого Иоанна Предтечи (дерев., 1843 г.) — не сохранилась[13].